# Brennan Elliott
Brennan Elliott (Calgary, 24 marzo 1975) è un attore canadese.

## Biografia
Figlio unico, è cresciuto con i nonni paterni dopo la separazione dei suoi genitori. La famiglia di suo padre aveva origini dell'Irlanda del Nord e comprende personaggi come Joseph Tomelty, Gertie Wynne e molti altri. Appare per la prima volta sullo schermo nel videomusicale di Tom Cochrane del 1991, Life Is a Highway. Elliott è conosciuto maggiormente per il ruolo del Dr. Nick Biancavilla nella serie tv Squadra Med - Il coraggio delle donne.
Nel 2011 ha sposato la psicologa Camilla Rowe da cui ha avuto due figli.

## Filmografia parziale

### Cinema
- Flight 93, regia di Peter Markle (2006)
- La maledizione di Chucky (Curse of Chucky), regia di Don Mancini (2013)
- Notte al museo - Il segreto del faraone (Night at the Museum: Secret of the Tomb), regia di Shawn Levy (2014)

### Televisione
- Viper - serie TV, episodio 2x09 (1997)
- Oltre i limiti (The Outer Limits) - serie TV, episodio 4x16 (1998)
- G-Saviour, regia di Graeme Campbell - film TV (1999)
- The Net - serie TV, episodio 1x17 (1999)
- Poltergeist: The Legacy - serie TV, episodio 4x18 (1999)
- Squadra Med - Il coraggio delle donne (Strong Medicine) - serie TV, 88 episodi (2000-2005)
- Detective Monk (Monk) - serie TV, episodio 3x04 (2004)
- Dr. House - Medical Division (House, M.D.) - serie TV, episodio 1x07 (2004)
- CSI - Scena del crimine (CSI: Crime Scene Investigations) - serie TV, episodi 6x07-6x08 (2005)
- Cold Case - Delitti irrisolti (Cold Case) - serie TV, 4 episodi (2006)
- 4400 (The 4400) - serie TV, 4 episodi (2006-2007)
- A proposito di Brian (What About Brian) - serie TV, 4 episodi (2006-2007)
- Desperate Housewives - serie TV, episodio 3x14 (2007)
- Grey's Anatomy - serie TV, episodio 4x02 (2007)
- La tata dei desideri (The Nanny Express), regia di Bradford May (2008) - film TV
- Ghost Whisperer - Presenze (Ghost Whisperer) - serie TV, episodio 4x06 (2008)
- Castle - serie TV, episodio 2x02 (2009)
- Private Practice - serie TV, episodio 3x07 (2009)
- NCIS - Unità anticrimine (NCIS) - serie TV, episodio 8x06 (2010)
- Rizzoli & Isles - serie TV, episodio 3x08 (2012)
- Criminal Minds - serie TV, episodio 9x11 (2013)
- Cedar Cove - serie TV, 31 episodi (2013-2015)
- Bella e letale (Dirty Teacher), regia di Doug Campbell – film TV (2013)
- Bed & Breakfast With Love – film TV (2015)
- Unreal - serie TV, 38 episodi (2016-2018)
- Fiori e delitti (Flower Shop Mysteries) – miniserie TV (2016)
- Christmas Encore, regia di Bradley Walsh - film TV (2017)
- Con tutto il mio cuore (All of My Heart: Love Inn), regia di Terry Ingram – film TV (2017)
- The Crossword Mysteries - serie TV, 6 episodi (2019-2021)
- Per un calice d'amore (The Perfect Pairing), regia di Don McBrearty - film TV (2022)

## Doppiatori italiani
Nelle versioni in italiano delle opere in cui ha recitato, Brennan Elliott è stato doppiato da:
- Francesco Pezzulli in Cold Case - Delitti irrisolti (ep. 3x14), The Crossword Mysteries
- Massimo De Ambrosis in Cedar Cove, Criminal Minds
- Gianluca Iacono in Squadra Med - Il coraggio delle donne
- Roberto Certomà in Detective Monk
- Marco De Risi in Dr. House - Medical Division
- Riccardo Niseem Onorato in Cold Case - Delitti irrisolti (ep. 4x03-05)
- Vittorio De Angelis in Desperate Housewives
- Simone Mori in Ghost Whisperer - Presenze
- Davide Lepore in Grey's Anatomy
- Davide Marzi in CSI: Miami
- Gaetano Varcasia in NCIS - Unità anticrimine
- Patrizio Cigliano in Rizzoli & Isles
- Giuliano Bonetto in Hawaii Five-0
- Vittorio Guerrieri in Castle
- Mario Cordova in Private Practice
- Alessio Cigliano in Bella e letale
- Gabriele Trentalance in The Catch
- Andrea Zalone in Con tutto il mio cuore
- Emiliano Reggente in Per un calice d'amore